# Pamrevlumab
Il pamrevlumab (FG-3019 secondo la Denominazione Comune Internazionale) è un anticorpo monoclonale umano progettato per il trattamento della fibrosi polmonare idiopatica e del carcinoma del pancreas; l'anticorpo si lega alla proteina CTGF del fattore di crescita del tessuto connettivo.
Il farmaco è stato sviluppato dalla FibroGen, Inc.